# Francesco Acciaiuoli II

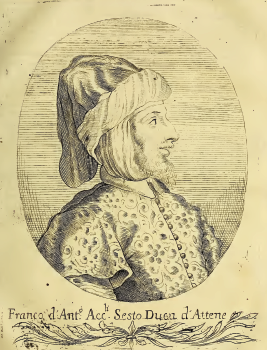
Francesco II Acciaiuoli

Francesco Acciaiuoli II (m. 1458) foi um nobre italiano e o último Duque de Atenas, cidade conquistada em 1455 por Maomé II, o Conquistador. Esteve à frente dos destinos do ducado de 1455 até 1458, tendo morrido no cativeiro.
Foi filho de António II Acciajuoli. 